# Tectaria magnifica
Tectaria magnifica là một loài thực vật có mạch trong họ Dryopteridaceae. Loài này được (Bonap.) C. Chr. miêu tả khoa học đầu tiên năm 1932.